# Site du patrimoine de Saint-Nicolas

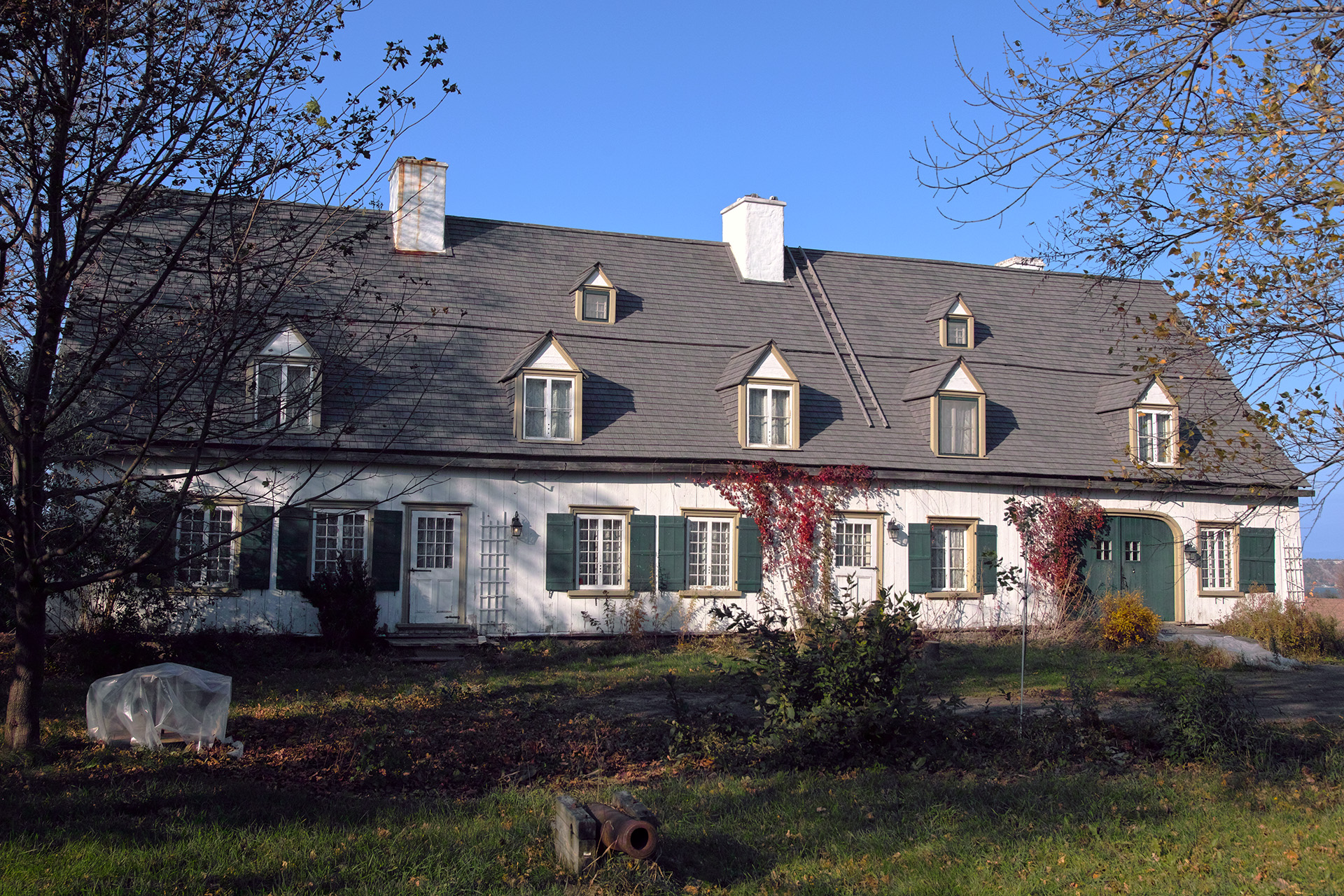
La maison Pâquet

Le site du patrimoine de Saint-Nicolas est un district historique situé dans la partie ouest de la ville de Lévis au Québec, route Marie-Victorin. 
Il regroupe une demi-douzaine de propriétés et leurs dépendances, en majorité datant du XIXe siècle.
Il a été cité site patrimonial en 1987.

## Immeubles patrimoniaux
- Maison Pâquet, construite vers 1760
- Chapelle Notre-Dame-de-Grâce, construite en 1867[2]

## Autres bâtiments du site
- Ermitage Notre-Dame-de-Grâce (1887)[3]
- Maison Bergeron (1788)
- Maison Éléonore-Pâquet (1890)
- Maison Ignace-Pâquet (1870)
- Maison Bernier-Montminy (~1840)